# سيتي ووك (دبي)

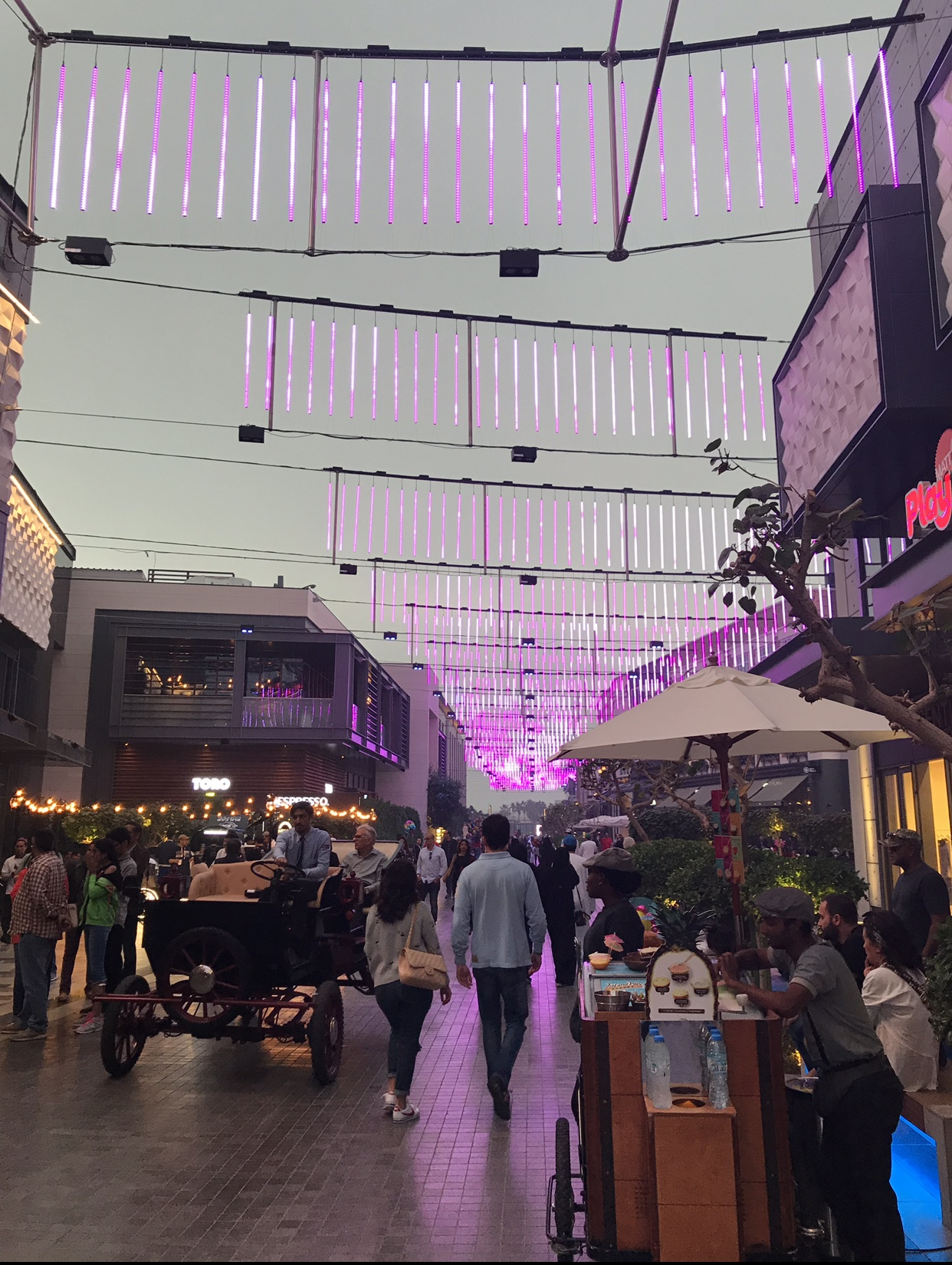
عرض في سيتي ووك، دبي

سيتي ووك (ويعرف أيضًا باسم سيتي ووك دبي)، هي منطقة حضرية في منطقة الوصل في دبي، الإمارات العربية المتحدة ، تضم منطقة تسوق وترفيه مخصصة للمشاة جزئيًا. افتتح سيتي ووك للجمهور في فبراير 2016.

الروبوتات والتطبيقات التفاعلية في سيتي ووك دبي

تعتبر مراس هي شركة التطوير الرئيسية في منطقة سيتي ووك. يغطي سيتي ووك مساحة تزيد عن 900 ألف متر مربع وتم تطويره على مرحلتين ليشمل المناطق التجارية والسكنية مما جعله وجهة مرغوبة للسياح. يقع بالقرب من طريق الصفا وطريق الوصل وطريق الشيخ زايد .

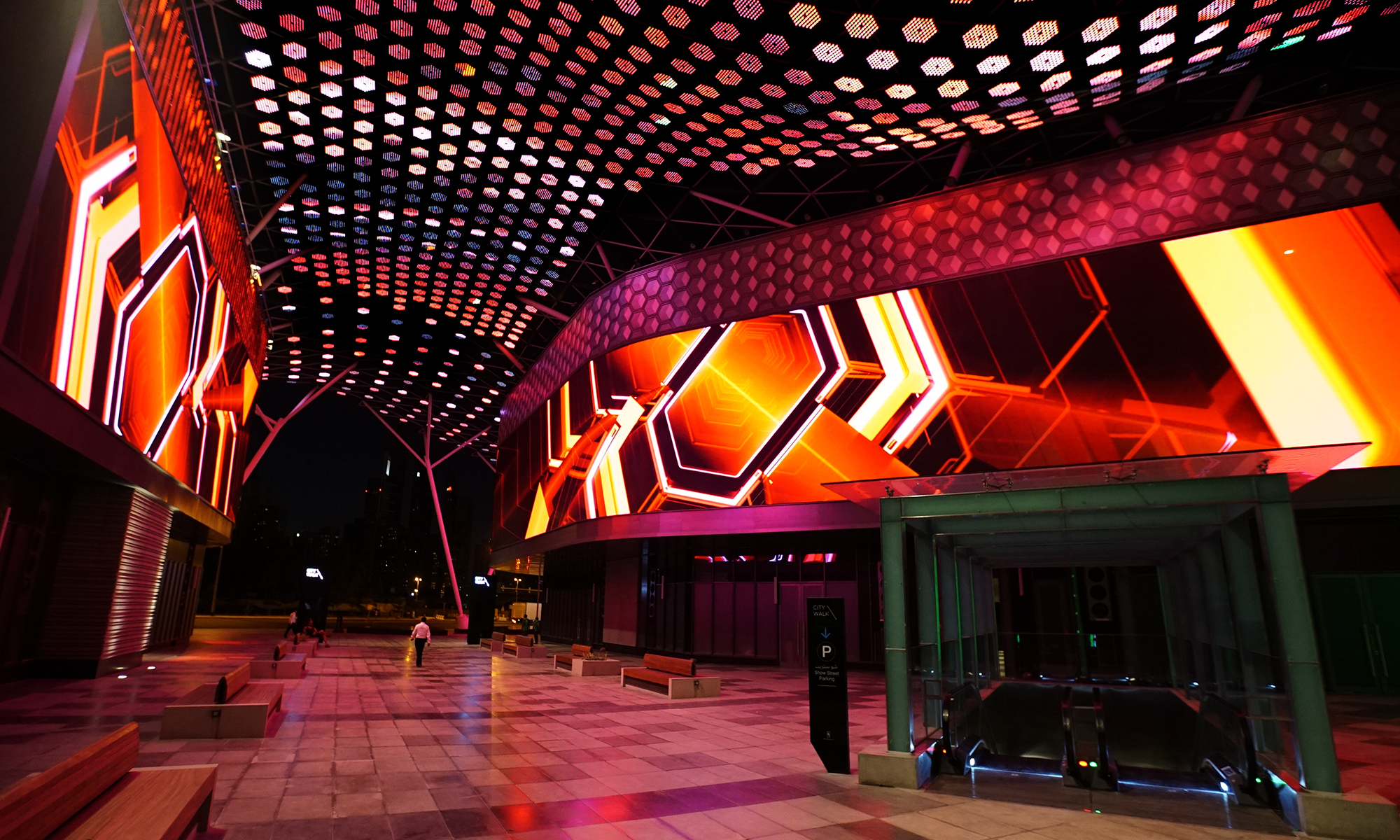
سيتي ووك، 2017

وفي عام 2017، افتتح الشيخ محمد بن راشد مركز الشرطة الذكي في سيتي ووك لتقديم خدمات أمنية على مدار الساعة للعاملين والمقيمين في المنطقة. ويقدم المركز 46 خدمة أمنية تندرج تحت 4 حزم: الخدمات الجنائية، والخدمات المرورية، والخدمات المجتمعية، وخدمات الشهادات والتصاريح.

## أهم المعالم
- حلبة كوكا كولا وهي صالة مغلقة كبيرة الحجم تتسع لأكثر من 17000 متفرج، تستضيف عدد كبير من الحفلات والمناسبات والفعاليات الفنية والرياضية.
- الكوكب الأخضر (دبي) وهو مركز بيئي ترفيهي وتعليمي بنفس الوقت ويهتم بمواضيع التوازن البيئي، ويشرح كيفية عمل النظام البيئي، كما يضم المركز عدد كبير من النباتات والحيوانات، بالإضافة لأكبر شجرة اصطناعية في الالم.
- الجامعة الكندية دبي وهي مؤسسة أكاديمية عليا تضم أكثر من 120 جنسية طلابية، وقد تم تصنيفها بالمركز الأول في دبي حسب تصنيف QS للجامعات العالمية لعام 2024.[8]
- روكسي سينما وتضم ثلاث قاعات سينما، بثلاث فئات مقاعد، بلاتينيوم بلس، وغولد بلس، وسيلفر بلس، وتعرض أحدث وأهم الانتاجات السينمائية العالمية.[9]
- فن الشارع في سيتي ووك تعتبر سيتي ووك دبي من أبرز وجهات فن الشارع الذي يعبر عن آراء الشباب وأحلامهم من خلال أعمال فنية يتم إنشاؤها في الأماكن العامة، كما يتم عرض العديد من اللوحات الفنية لفنانين عالميين، وتستضيف سيتي ووك فعالية "دبي كانفس" ثلاثي الأبعاد الذي يشارك فيه العديد من الفنانين العالميين.[10]
- لالا لاند وهي منطقة ترفيهية للأطفال تحتوي على العديد من الأنشطة والألعاب التعليمية الخاصة بالأطفال كما توجد منطقة خاصة للحرف اليدوية والرسم والتلوين.[10]
- نو واي أوت لمحبي الألغاز والمغامرات وتضم العديد من غرف الألغاز التي يتعين على المشاركين حلها للهروب من هذه الغرف.[10]